# Capitalism roz

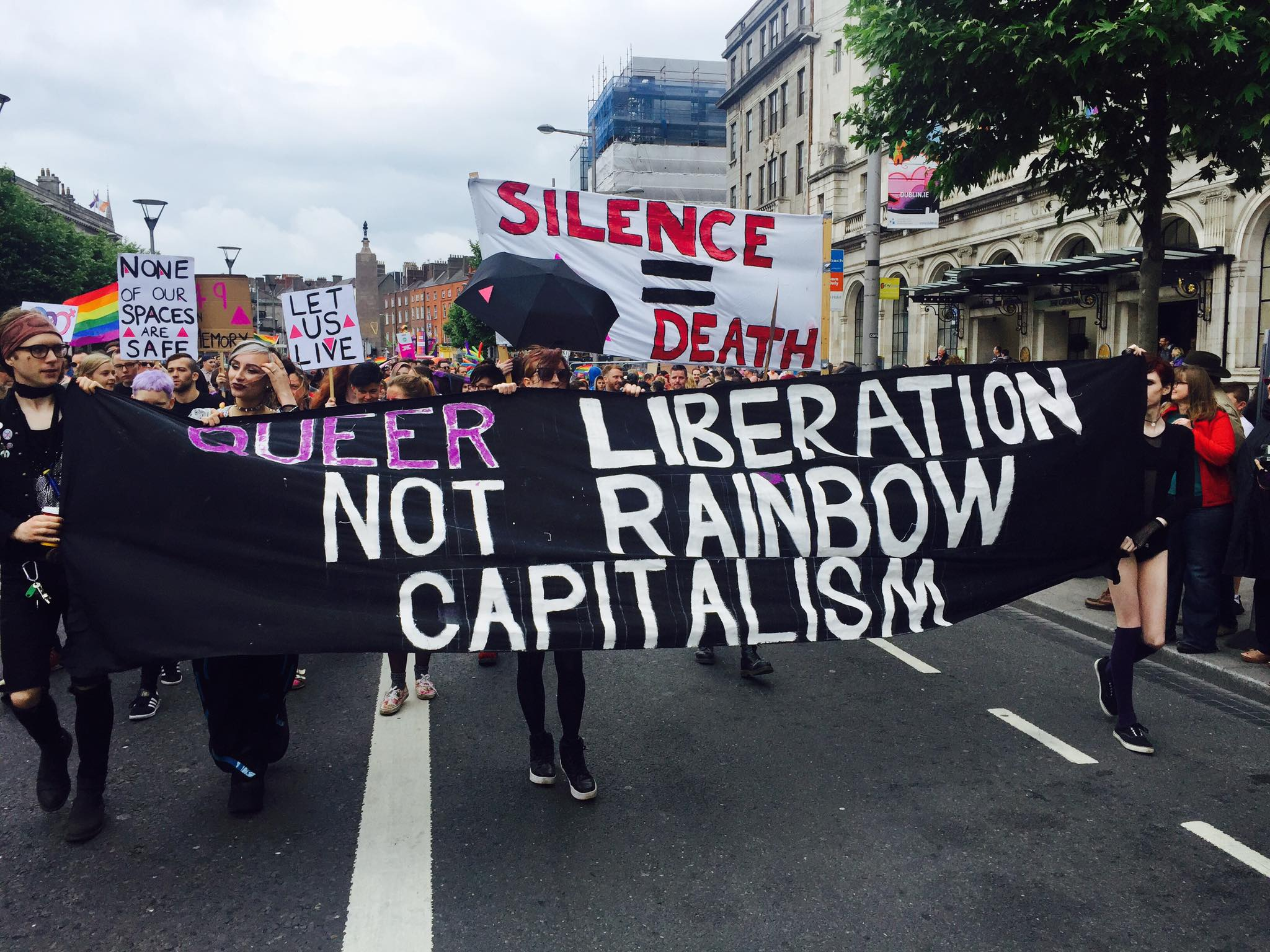
Blocul queer protestând împotriva capitalismului curcubeu în timpul Paradei Mândriei din Dublin din 2016.

Capitalism roz sau capitalism curcubeu este un termen folosit pentru a desemna, dintr-o perspectivă critică, încorporarea discursurilor mișcării LGBTI și a diversității sexuale în capitalism și în economia de piață, includând în special modelul de bărbat gay, cisgen, occidental, alb și de clasă superioară.
Acesta constă în obținerea unor profituri mai mari prin încorporarea în consum a segmentelor de populație care au fost tradițional discriminate, dar care au dobândit o putere de cumpărare suficientă, cunoscută sub numele de „bani roz”, pentru a genera un segment de piață specific orientat către comunitatea LGBTI, cum ar fi baruri și cluburi, turism homosexual sau consum cultural specializat.
În timp ce crearea de spații pentru consumul LGBTI poate fi văzută ca o oportunitate pentru homosocializare, definirea de tipare de consum duce la asimilarea diversității sexuale către tipare sexuale și comportament social acceptate, cum ar fi monogamia, interesul pentru moda dominantă sau definirea esteticelor corporale stabilite de standardele publicitare.
Acest concept este adesea utilizat în legătură cu conceptele de homonormativitate, homonaționalism și pinkwashing.